# TARBP2
TARBP2‏ (TARBP2, RISC loading complex RNA binding subunit) هوَ بروتين يُشَفر بواسطة جين TARBP2 في الإنسان.